# (9217) Kitagawa
Pour les articles homonymes, voir Kitagawa (homonymie).
(9217) Kitagawa est un astéroïde de la ceinture principale.

## Description
(9217) Kitagawa est un astéroïde de la ceinture principale. Il fut découvert le 16 novembre 1995 à Ōizumi par Takao Kobayashi. Il présente une orbite caractérisée par un demi-grand axe de 2,33 UA, une excentricité de 0,16 et une inclinaison de 4,6° par rapport à l'écliptique.

## Compléments